# Marcelo Pontiroli
Marcelo Pontiroli (San Andrés de Giles, 22 gennaio 1972) è un ex calciatore argentino, di ruolo portiere.

## Carriera
Pontiroli cominciò a giocare nel 1995 nel Dep. Español, prima di trasferirsi all'Independiente nel 1997. Nel 1998 approda per la prima volta nell'Argentinos Juniors, ma vi rimane solo fino al 2000. Tra il 2000 e il 2005 gioca in 3 squadre diverse: Belgrano (dal 2000 al 2001 e nel 2003), Quilmes (dal 2001 al 2002 e dal 2003 al 2005), e nei portoghesi del Varzim (dal 2002 al 2003). Nel 2005 ritorna all'Argentinos Juniors conquistando il ruolo di portiere titolare della squadra.